# V356 Большого Пса
V356 Большого Пса (лат. V356 Canis Majoris), HD 47787 — двойная звезда в созвездии Большой Медведицы на расстоянии (вычисленном из значения параллакса) приблизительно 168 световых лет (около 52 парсеков) от Солнца. Видимая звёздная величина звезды — от +8,46m до +8,44m.

## Характеристики
Первый компонент — оранжевый карлик, вращающаяся переменная звезда типа BY Дракона (BY:) спектрального класса K1V. Эффективная температура — около 5382 К.
Второй компонент — оранжевый карлик спектрального класса K1V.